# Geneviève Baudino
Geneviève Baudino, épouse Couffini, née à Lyon le 6 juin 1925 et morte dans la même ville le 18 janvier 2007, est une féministe française.

## Biographie

### Enfance et premiers engagements
Geneviève Baudino naît à Lyon le 6 juin 1925. Sa famille comprend de nombreux dirigeants de mines et ingénieurs, et elle grandit dans un milieu catholique et bourgeois parisien.
Elle soutient la résistance lors de la Seconde Guerre mondiale, et une fois celle-ci terminée, elle s'occupe à l'hôtel Lutetia des déportés qui reviennent des camps.

### Émancipation et vie familiale
Après avoir quitté le domicile familial sur un désaccord avec son père à propos de ses futures études, elle devient institutrice et rencontre son futur époux, le sculpteur Walter Couffini. Ils se marient en 1948 et ont trois enfants en 1949, 1950 et 1958. Tous les cinq s'installent à Grenoble en 1966 et elle rejoint la CFDT en participant à mai-juin 1968.

### Engagement féministe grenoblois
C'est dans le contexte de mai 68 qu'elle s'engage au Comité pour la libération de l'avortement et de la contraception (CLAC), convaincue de l'importance de l'avortement libre et gratuit.
En 1972, elle met son appartement grenoblois à disposition du mouvement Choisir (elle en est secrétaire) pour la pratique des avortements clandestins, puis continue cette pratique avec le planning familial de Grenoble. Les années suivantes, elle se mobilise dans la création du MLAC-Choisir, dans la projection du film Histoires d'A et lors de l'arrestation d'Annie Ferrey-Martin.
C'est grâce à elle que le MLAC-Choisir se maintient à Grenoble : elle en est trésorière, puis secrétaire, puis présidente avant sa dissolution en 1984 et arrive à pérenniser la subvention municipale.

### Autres engagements
Au niveau des médias, elle fait imprimer des tracts militants aux éditions Vérité Rhône-Alpes, où elle rencontre son deuxième mari, Pierre Boisgontier, qu'elle épouse en 1982. Elle voue les dernières décennies de sa vie à des causes diverses telles que la régularisation des sans-papiers et l'écologie.

### Mort
Elle meurt à Lyon le 18 janvier 2007, laissant des archives très riches sur ses activités.